# 마르티나 힝기스
마르티나 힝기스(Martina Hingis, 1980년 9월 30일 ~ )는 전 세계 랭킹 1위였던 스위스의 전 여자 프로 테니스 선수로 2016년 하계 올림픽 테니스 여자 복식 은메달리스트이다.

## 생애 및 경력
체코슬로바키아(현 슬로바키아) 코시체 출신이며 현역 시절 총 209주간 세계 랭킹 1위를 기록했다. 그랜드 슬램 단식에서 오스트레일리아 오픈 3회, 윔블던 1회, US 오픈 1회의 우승 경력이 있으며 그랜드 슬램 복식에서는 9번, 혼합 복식에서는 1번 우승했다.
힝기스는 2002년 인대 부상으로 투어 활동을 중단할 때까지 수많은 최연소 기록을 세웠다. 수술 후 오랜 공백을 깨고 2006년에 WTA 투어에 복귀하여 세계 랭킹 6위까지 올랐다가 2007년 11월 1일 부상으로 다시 은퇴를 선언하였다. 그러던 중 2007년 윔블던에서 코카인 양성반응을 보였고, 본인은 코카인의 사용을 극구 부인했지만 결국 2008년 1월 3일부로 2년간의 선수자격 정지의 징계를 받았다. 이 일이 있은 후 힝기스는 징계 기간이 끝나더라도 프로에 복귀하지 않겠다고 선언했다. 하지만 2013년 다시 복귀하였다.